# もりか運送
もりか運送株式会社（もりかうんそうかぶしきがいしゃ）は、大阪府大阪市淀川区に本社を置く運送会社であり医薬品物流を得意としている。

## 沿革
- 1936年（昭和11年）6月　-　大阪市東区久宝寺町にもりか急配社を創設。
- 1951年（昭和26年）4月　-　大阪市東区平野町にもりか運送株式会社を設立。

## 関連会社
MMトランスポート株式会社